# Rannik zimowy

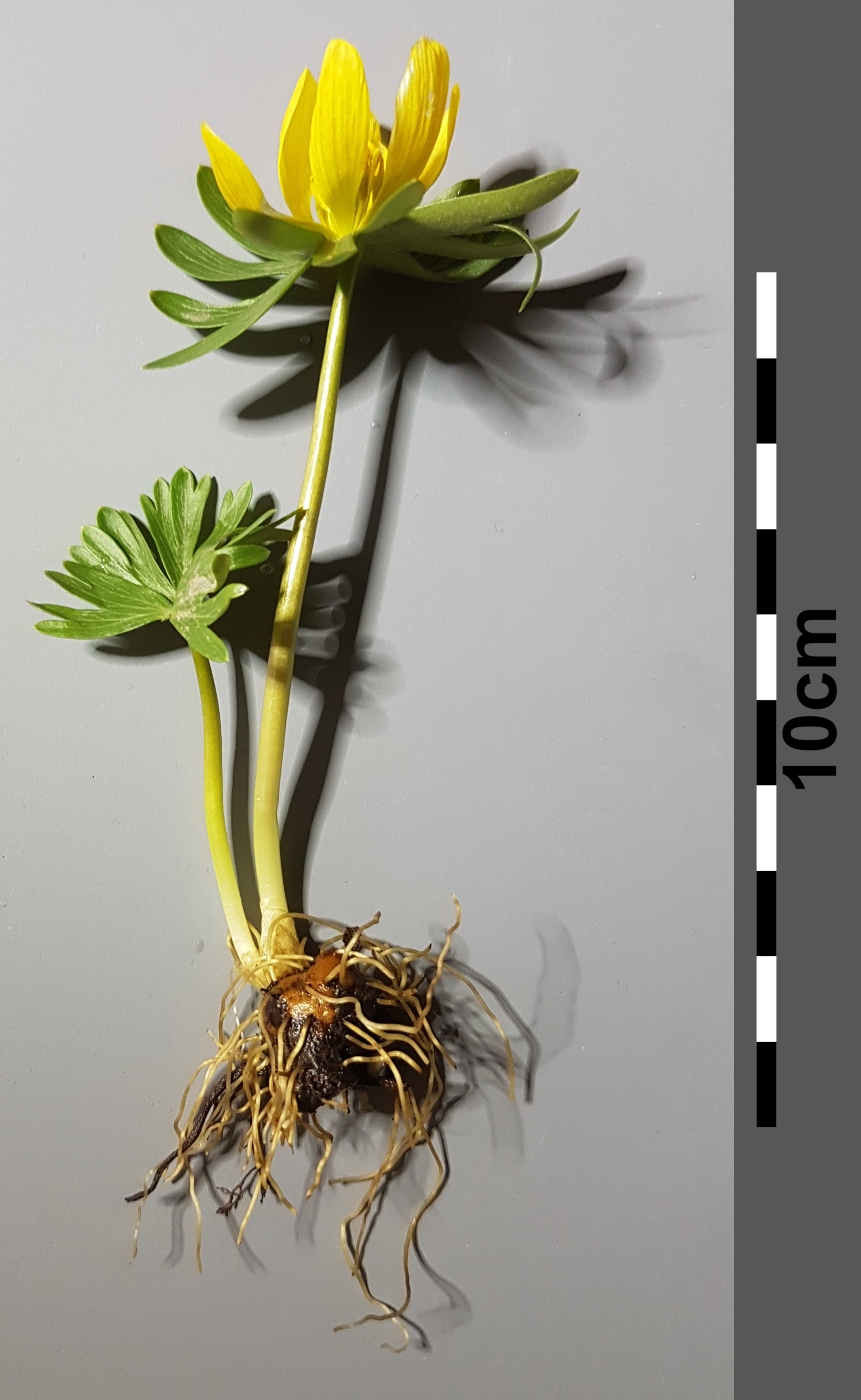
Pokrój

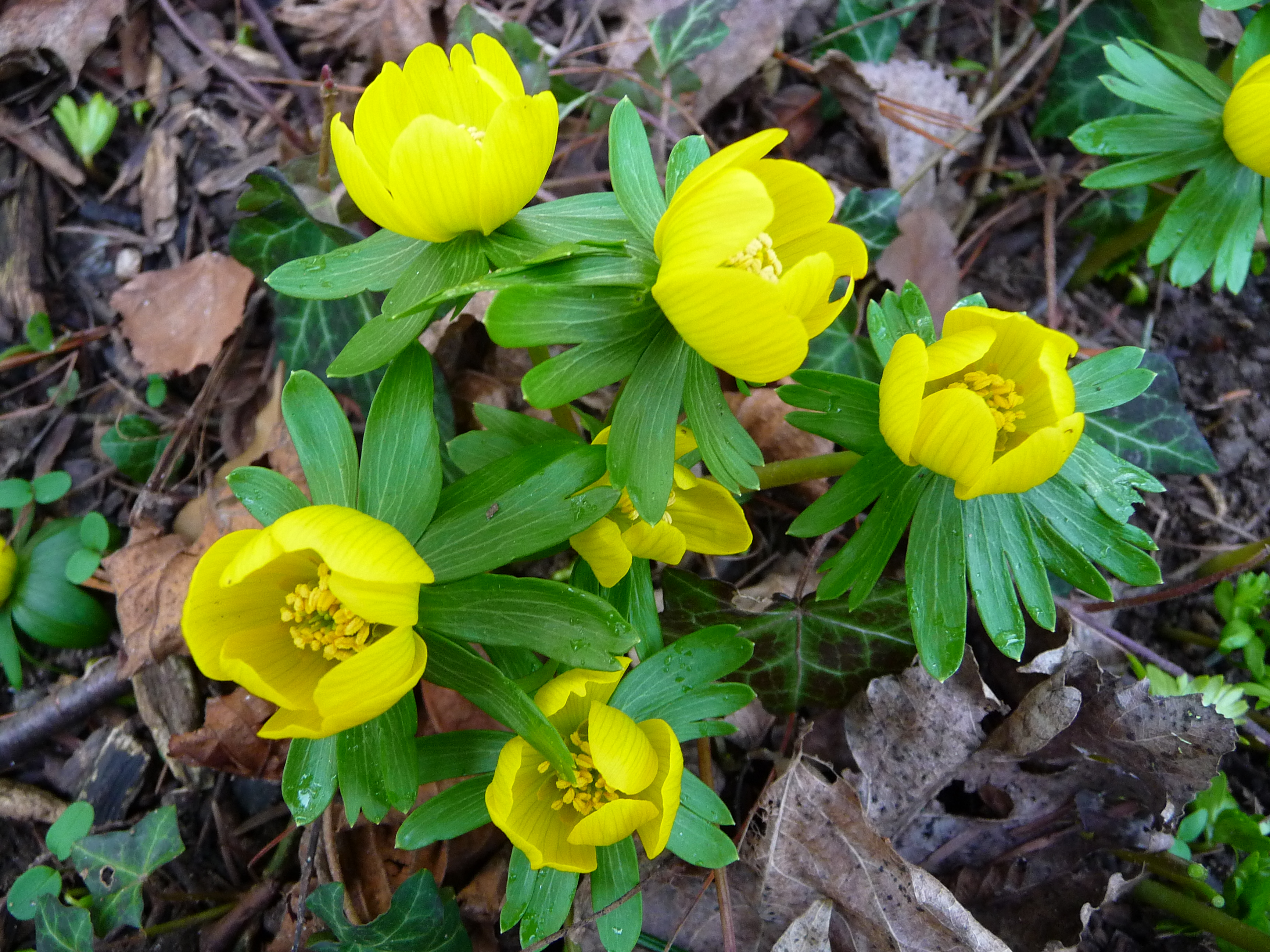
Kwitnące ranniki zimowe

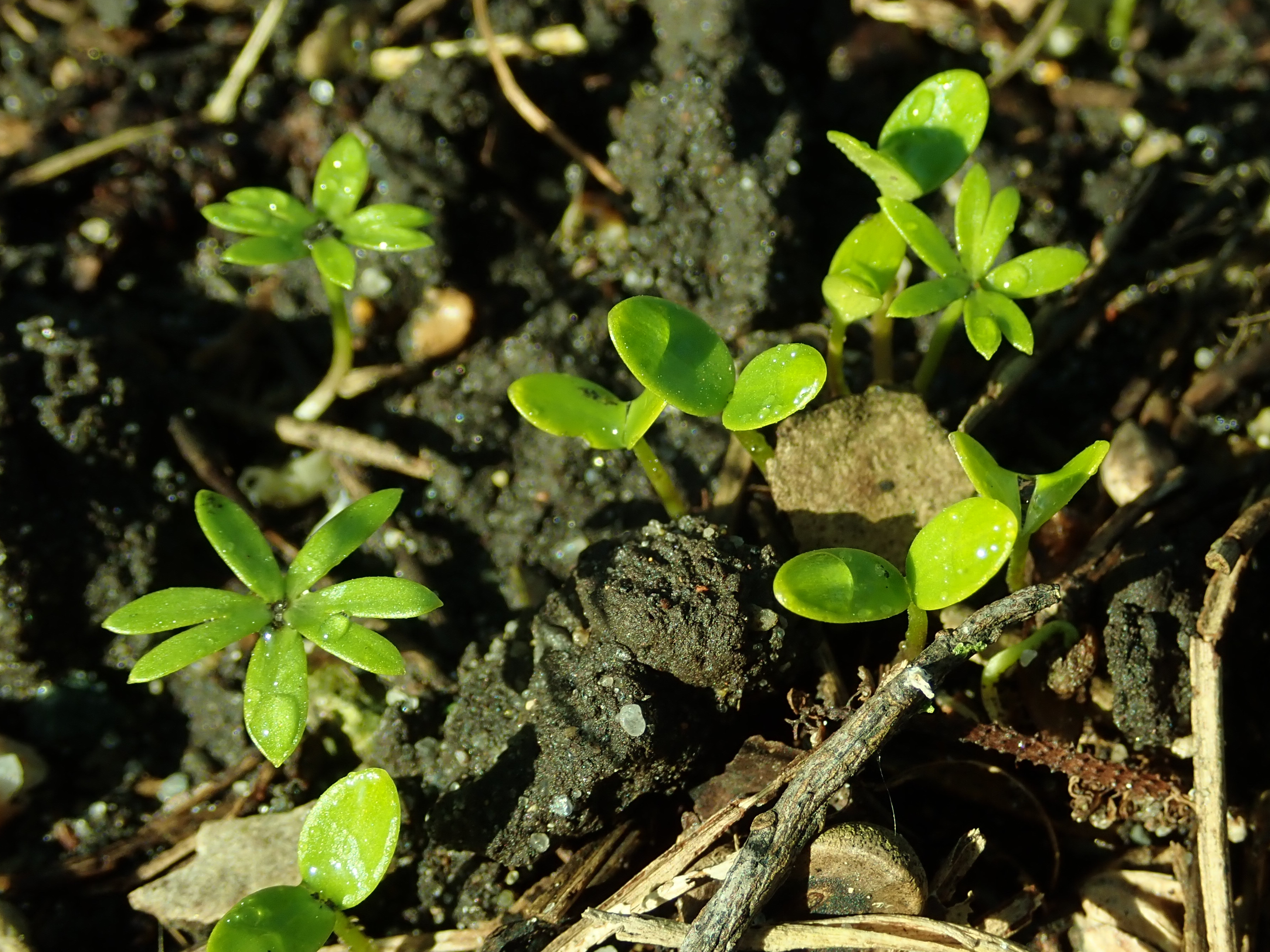
Siewki i roczne rośliny

Rannik zimowy (Eranthis hyemalis (L.) Salisb.) – gatunek rośliny wieloletniej z rodziny jaskrowatych (Ranunculaceae). Występuje w stanie dzikim w Europie środkowej i południowo-wschodniej. W pozostałej części kontynentu jest uprawiany i dziczejący. Uprawiany jest także, choć rzadko, w Polsce i także czasem rośnie jako uciekinier z upraw (efemerofit). Nazwa rośliny pochodzi od greckich słów: er – wiosna, anthos – kwiat i łacińskiego słowa hyems – zima.

## Rozmieszczenie geograficzne
Gatunek rośnie w naturze od południowo-wschodnich krańców Francji, poprzez północne Włochy, Austrię, kraje byłej Jugosławii, Węgry, Rumunię, po Bułgarię. Bywa podawany także z Azji zachodniej (północny Irak i Turcja), ale na tamtym obszarze rośnie podobny rannik cylicyjski E. cilicicus. 
Po rozprzestrzenieniu w uprawie gatunek występuje także jako zdziczały w środkowej i zachodniej części Europy. W Polsce uprawiany jest zwłaszcza w zachodniej części kraju i notowany jest jako gatunek przejściowo dziczejący (efemerofit).

## Morfologia
ŁodygaWyrasta z niewielkiej, kulistawej bulwy podziemnej. Może osiągnąć wysokość do 15 cm, jest naga, niekiedy jest czerwono nabiegła. Nierozgałęziona, zakończona jest pojedynczym kwiatem wspartym kryzą podsadek.
LiścieAsymilacyjne wyrastają z bulwy nad powierzchnię gruntu dopiero po przekwitnięciu. Zasychają w maju. Są długoogonkowe i osiągają do 10 cm wysokości. Blaszka liściowa ma do 5 cm średnicy i jest głęboko, dłoniasto podzielona.

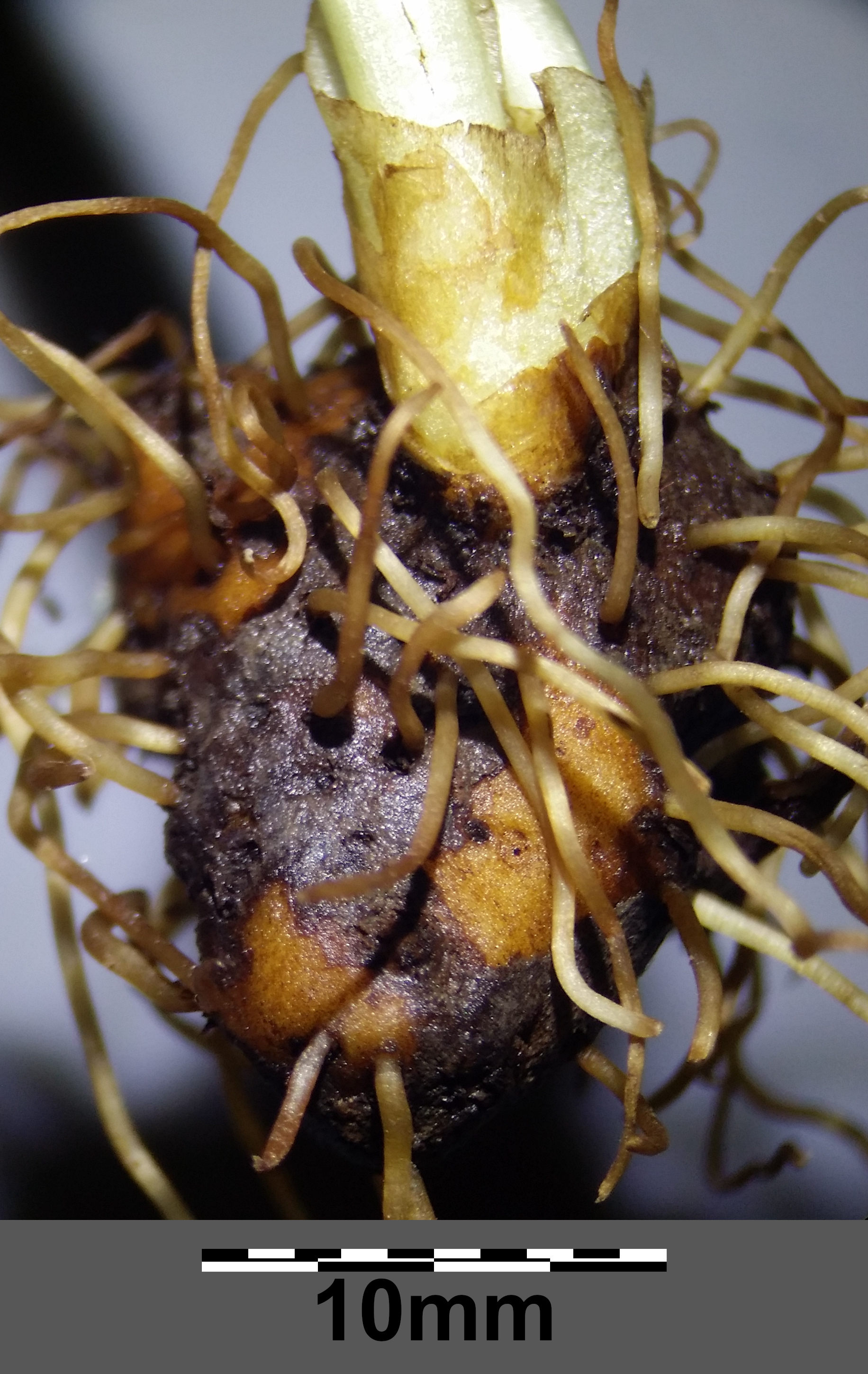
Bulwa
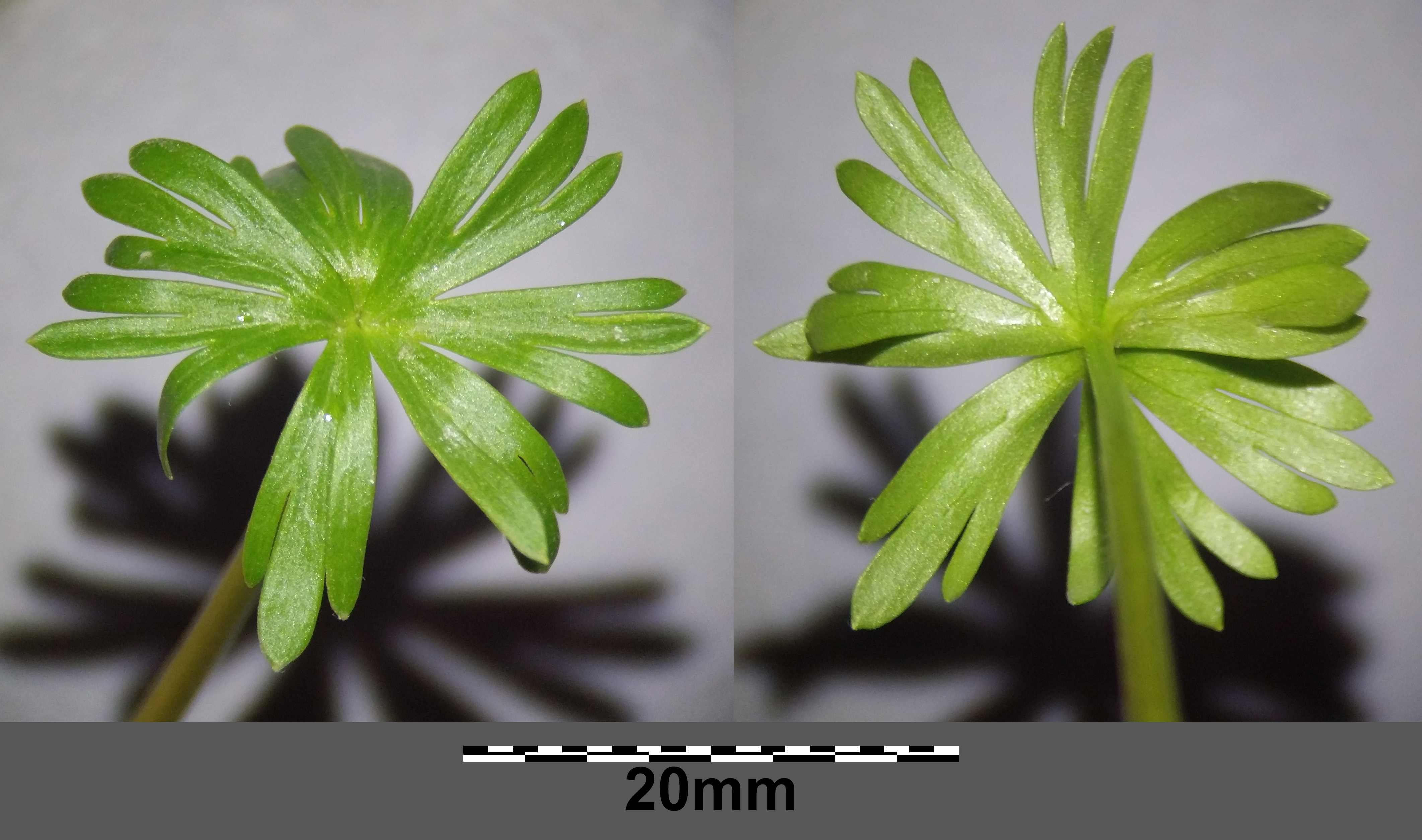
Liście

KwiatyWyrastają na długich szypułkach i otoczone są tuż pod okwiatem okółkiem trzech, dłoniasto podzielonych podsadek kwiatowych o długości ok. 2 cm. Okwiat kubeczkowatego kształtu osiąga od 2 do 4 cm średnicy. Zewnętrzne listki okwiatu są jaskrawożółte i osiągają do 22 mm długości i 11 mm szerokości. Listki wewnętrznego okółka są drobne, krótsze od pręcików. U nasady listków okwiatu znajdują się miodniki. Jest ich 5–6, rzadko 3–4 i mają kształt lejkowaty. Pręciki w liczbie od kilkunastu do 38 wyrastają spiralnie wokół apokarpicznego słupkowia. Składa się ono z 3–5 jednokomorowych zalążni zwieńczonych krótkimi szyjkami i znamionami.
OwoceKrótkoszypułkowe mieszki osiągające ok. 15 mm długości. Zawierają nasiona o średnicy ok. 2 mm.

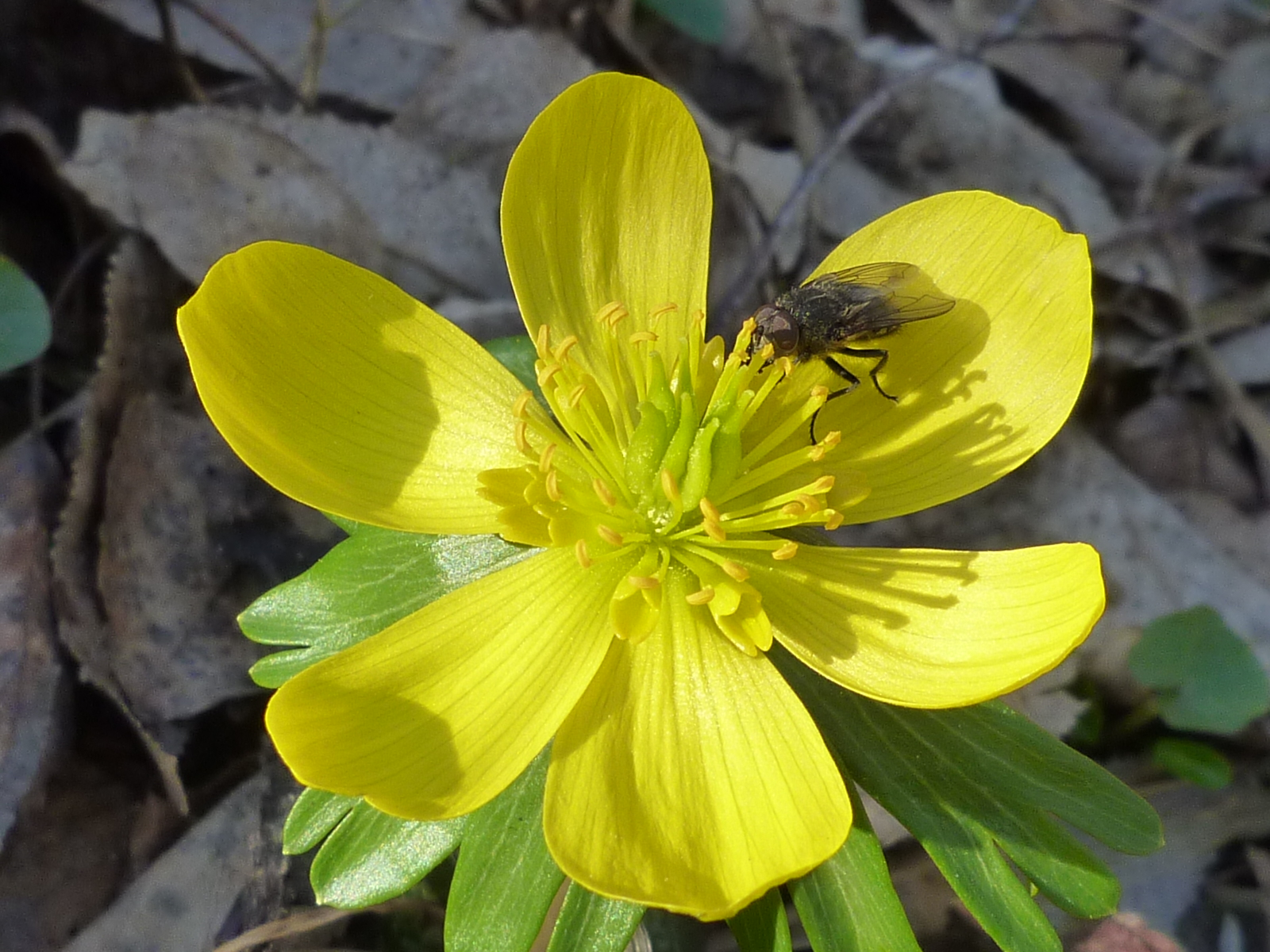
Kwiat
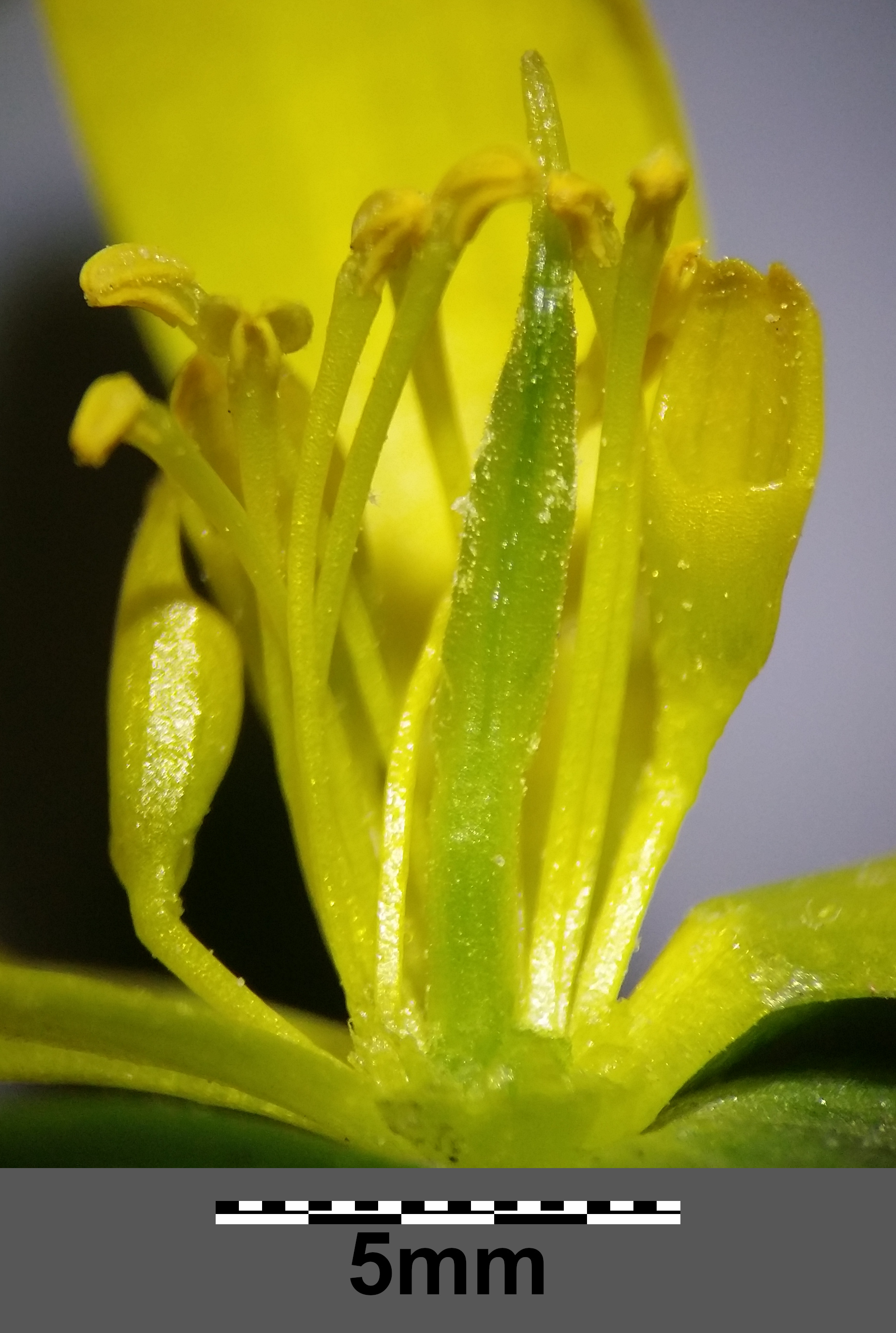
Przekrój kwiatu
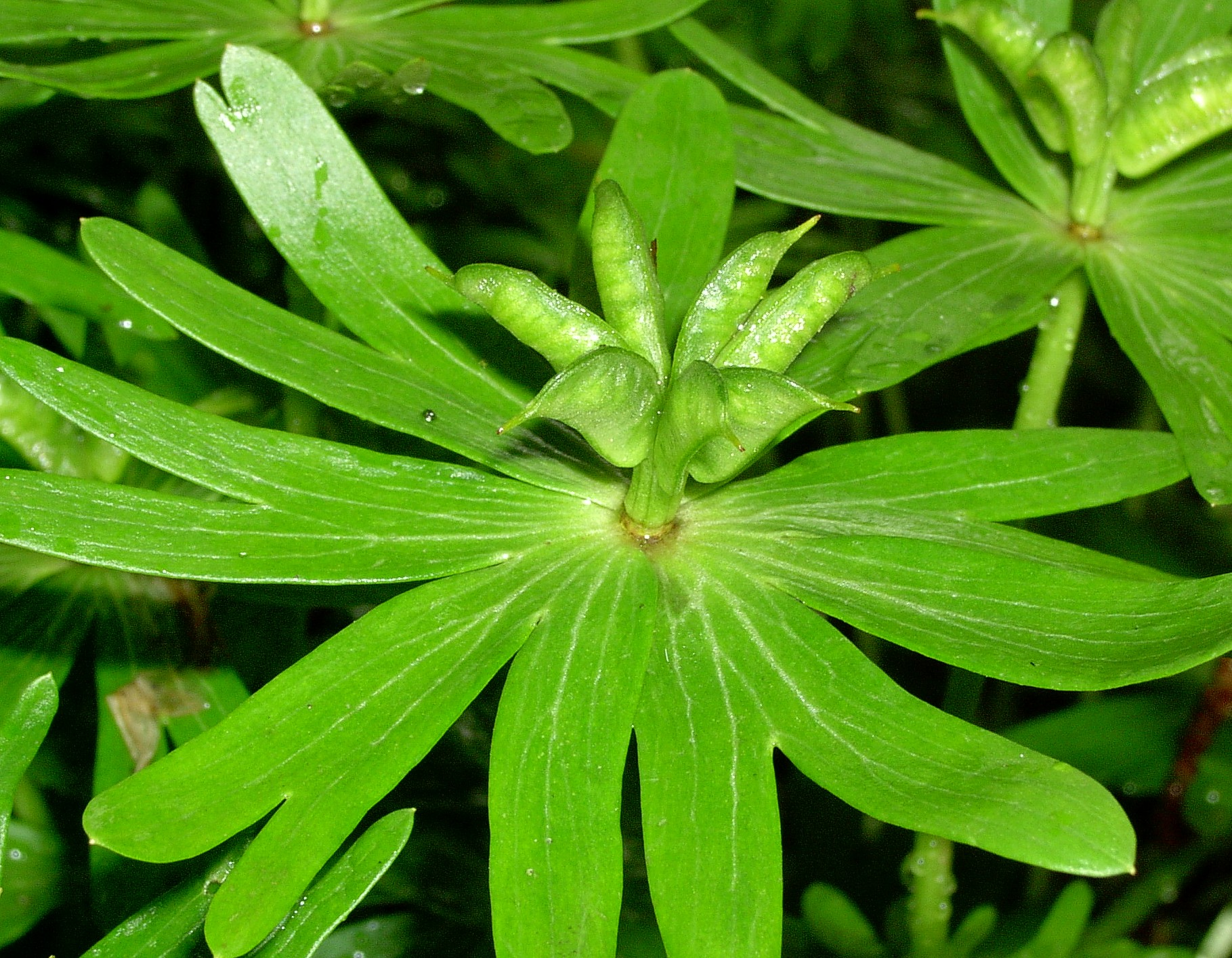
Owoce – mieszki
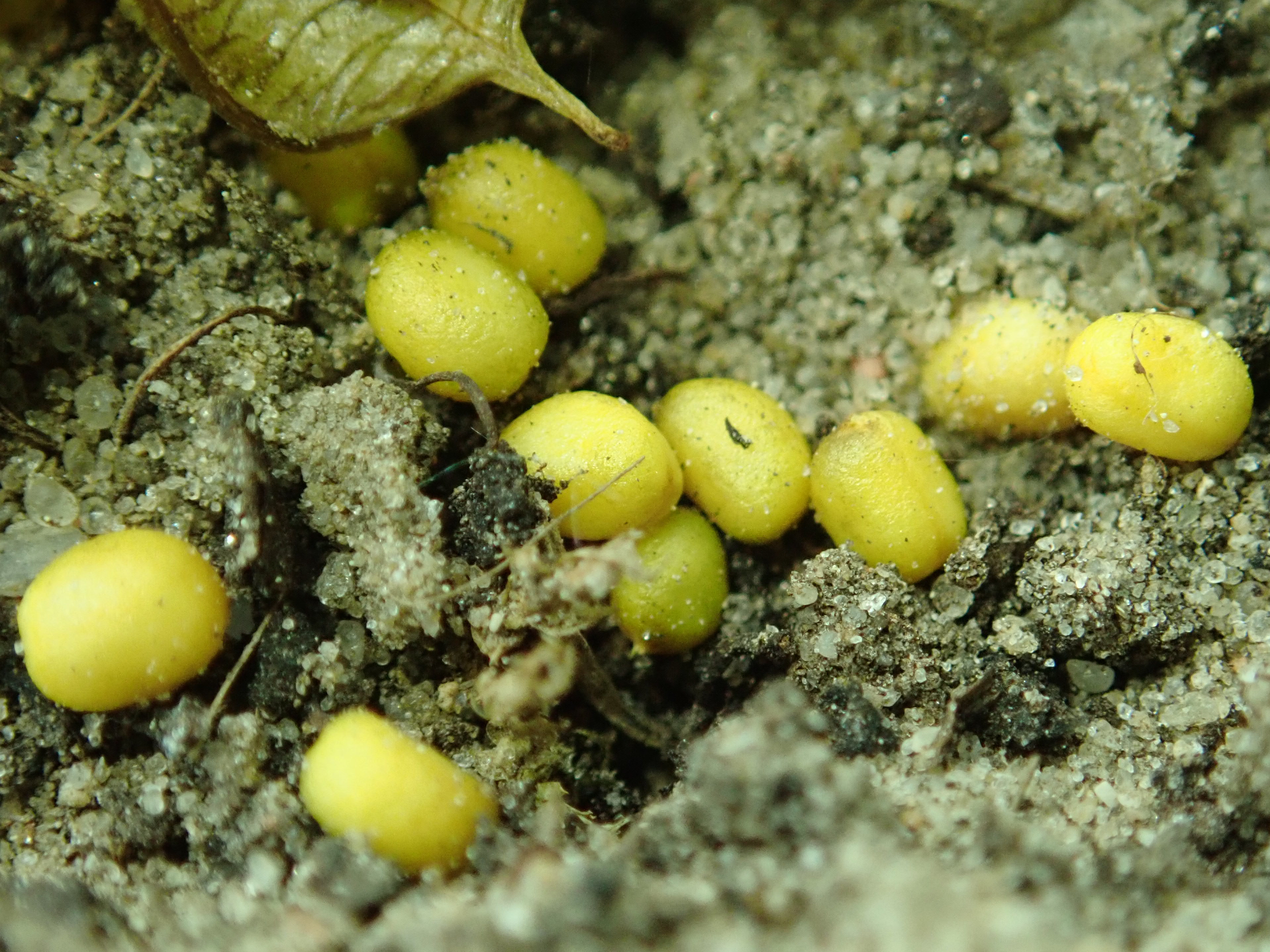
Nasiona

## Ekologia
W naturze gatunek występuje w żyznych i cienistych lasach liściastych, także w zaroślach, w miejscach wilgotnych, na rzędnych do 1200 m n.p.m. Czasem przechodzi z siedlisk naturalnych do winnic. Poza naturalnym zasięgiem, notowany jest w Europie Środkowej i Zachodniej w zaroślach, lasach i starych parkach jako uciekinier z uprawy. Występuje na glebach wilgotnych, próchnicznych, dużej wilgotności gleby wymaga zwłaszcza w okresie wiosennym.

## Biologia
Bylina, geofit. Odnawia się co roku z bulw. Pęd z pąkiem kwiatowym zaczyna wzrost już w okresie zimowym. Podczas jego wzrostu przez grunt, znajdujący się na szczycie pąk kwiatowy osłonięty jest przez stulone wokół niego dłoniasto podzielone podsadki. Kwitnie od lutego do marca-kwietnia jako jedna z najwcześniej kwitnących roślin w klimacie umiarkowanym. Kwitnie długo, jeśli utrzymuje się niska temperatura. Gdy temperatury przekraczającą 10°C – bardzo szybko przekwita. Z kolei przymrozki i opady śniegu kwiatom nie szkodzą, a jedynie opóźniają rozwijanie się kolejnych. Wieczorami, a także podczas pochmurnej pogody, kwiaty stulają okwiat, prawdopodobnie w celu ochrony wnętrza przed niską temperaturą. Rozwijają się zwykle ok. godziny 9 rano. Szczyt kwitnienia przypada na godziny od 10 do 12. Pyłek uwalniany jest sukcesywnie z kolejnych pylników przez dwa do trzech dni. Po opróżnieniu pylników pręciki odpadają. Wraz z ostatnimi pręcikami odpadają także miodniki, a na końcu – listki okwiatu. Kwiaty wabią owady zapylające swoim zapachem, barwą i nektarem. W każdym kwiecie powstaje go średnio według różnych badań 1,23-1,46 mg. Zawiera średnio 26-72% cukrów. Po zakończeniu kwitnienia rozwijają się nad powierzchnią gruntu długoogonkowe liście asymilacyjne.
Nasiona kiełkują natychmiast po rozsianiu. W pierwszym i drugim roku wzrostu rozwijają tylko długoogonkowy i dłoniasto podzielony liść. W trzecim roku zakwitają po raz pierwszy.

## Zmienność
Z Bułgarii opisano odmianę var. bulgaricus Stefanov, 1939 o cechach nawiązujących do rannika cylicyjskiego E. cilicicus.
Rannik zimowy tworzy mieszańca z rannikiem cylicyjskim E. cilicicus noszącego nazwę rannika Tubergena Eranthis × tubergenii. Z roślin tych wyselekcjonowano odmianę uprawną 'Guinea Gold', o kwiatach osiągających 6 cm średnicy i liściach silniej podzielonych, często brązowo nabiegłych.

## Zastosowanie
Roślina ozdobna, uprawiana ze względu na swoją bardzo wczesną porę kwitnienia. Gatunek uprawiany i rozprzestrzeniany jest jako roślina ozdobna od 1570 roku. Jest to także roślina miododajna. 
Ranniki sadzone są zwykle w ogrodach skalnych oraz na rabatach wiosennych. Dobrze udają się także w pojemnikach. Zalecane są też do sadzenia pod drzewami i krzewami zrzucającymi liście na zimę. Dzięki ocienieniu gleba w takich miejscach wolniej przesycha, a w okresie kwitnienia ranniki mają odpowiednią ilość światła. Rekomendowane jest sadzenie roślin w dużych grupach wraz z innymi gatunkami kwitnącymi wczesną wiosną (np. śnieżyczką przebiśnieg i śnieżnikami). Sadzone są również w parkach.

## Uprawa
Roślina odporna na mróz, wymaga próchnicznej, przepuszczalnej ziemi o stałej wilgotności i odczynie zasadowym, stanowiska słonecznego lub półcienistego. Toleruje przesychanie podłoża jedynie w końcu wiosny i u progu lata. Ranniki są odporne na choroby i rzadko chorują.
RozmnażanieRozmnaża się przez nasiona wysiewane późną jesienią lub wczesną wiosną, ew. w maju tuż po zbiorze. Zbiór nasion nie jest łatwy ponieważ łatwo się osypują z owoców. Kiełkuje ok. 60% nasion, a ostatecznie z 1000 nasion uzyskuje się ok. 200–250 roślin potomnych. Przez pierwsze dwa lata wskazana jest uprawa w pojemnikach, skąd po dwóch latach wydobywa się małe bulwy i wysadza na docelowe stanowisko. Rośliny uzyskane z nasion zakwitają po raz pierwszy po 3–4 latach. Można też dzielić bulwy. Bulwy sadzi się na głębokości ok. 6 cm w rozstawie co 8–10 cm. Przed wysadzeniem do gruntu bulwy powinny być moczone przez jedną dobę w ciepłej wodzie. W optymalnych warunkach, na glebach wilgotnych i próchnicznych, w miejscach wieloletniej uprawy – ranniki rozsiewają się i rozrastają z bulw, tak że z czasem tworzą rozległe skupiska.